# Papeles secundarios
Papeles secundarios é um filme de drama cubano de 1989 dirigido e escrito por Orlando Rojas. Foi selecionado como representante de Cuba à edição do Oscar 1990, organizada pela Academia de Artes e Ciências Cinematográficas.

## Elenco
- Rosa Fornes
- Juan Luis Galiardo
- Luisa Perez Nieto
- Ernesto Tapia